# Rossano Veneto
Rossano Veneto ist eine Gemeinde mit 8255 Einwohnern (Stand 31. Dezember 2023) in der Provinz Vicenza der Region Venetien im Nordosten Italiens. Sie ist 31 km von der Provinzhauptstadt entfernt. Rossano Veneto gehört folgenden Verbänden und Organisationen an: Area Geografica: Bacino Idrografico del Fiume Brenta-Bacchiglione, der Regione Agraria n. 8 – Pianura del Basso Astico und den Comuni Gemellati con la Fondazione Città della Speranza. Bessica, Bodi I, Bodi II, Campagnola, Castione, Ca’ Vico, Ca’ Vico II, Crearo, Mottinello Nuovo, San Paolo, Valenti und Zenevrari sind die Ortsteile neben dem Hauptort.
Die Nachbargemeinden sind Cassola, Galliera Veneta (PD), Loria (TV), Rosà und Tezze sul Brenta.
Die zehnte Etappe des Giro d’Italia 2005 endete in Rossano Veneto mit dem Sieg von Robbie McEwen.

## Persönlichkeiten
- Giulio Cisco (1920–1999), Journalist und Schriftsteller